# Jean-Christophe Giroux
Pour les articles homonymes, voir Giroux.
Jean-Christophe Giroux, né le 8 juillet 1965, fut directeur général de Manitou
de 2009 à 2013.

## Biographie
Diplômé de l'École des Hautes Etudes Commerciales (HEC), il commence sa carrière comme auditeur chez Mazars & Guerand à Londres. 
M. Giroux a été un banquier investisseur à Lazard Frères & Cie à Paris de septembre 1994 à juillet 1997, et a auparavant été adjoint du chef financier d'Eurafrance et de Gaz & Eaux, renommé Eurazeo, filiale d'investissement du Groupe Lazard, de septembre 1991 à septembre 1994. 
Il rejoint Alcatel en juillet 1997 comme Vice-Président, comme responsable des opérations financières chargé des séparations (Cegelec, Alstom, Framatome, Nexans), fusions et acquisitions (Xylan, Genesys, Newbridge).
De juillet 2000 à septembre 2003, il est PDG et CEO d'Alcatel Optronics. Cette société sera cotée en bourse sous le nom d'Alcatel O, à Paris et au Nasdaq. Le conseil d'administration d'Alcatel décidera de supprimer cette action reflet Alcatel O en 2003.
Il dirige ensuite de l'activité Entreprises d'Alcatel à partir d'octobre 2003, puis Alcatel-Lucent France depuis 2007 où il organise une restructuration mettant 13500 personnes au chômage. Le 28 janvier 2008, Alcatel-Lucent annonce qu'il quitte son poste de PDG d'Alcatel-Lucent France pour de nouvelles fonctions non précisées.
Manitou, leader mondial de la manutention tout-terrain, a annoncé mercredi 3 juin 2009 la nomination de Jean-Christophe Giroux au poste de président du directoire, en remplacement de Marcel-Claude Braud. A l’automne, le groupe compte revenir à une structure juridique à conseil d’administration : dans ce nouveau schéma, Marcel Braud, le père de Marcel-Claude Braud, deviendra président non exécutif du conseil et Jean-Christophe Giroux, directeur général.(source privée VB confirmée par Les Echos et Boursier.com)
Il quitta le groupe en mars 2013.